# インドネシア国鉄MCDW300形気動車
インドネシア国鉄MCDW300形気動車（インドネシア語：Kereta rel diesel MCDW 300）、またはMBW300形気動車（インドネシア語：Kereta rel diesel MBW 300）は、インドネシア国鉄（現：インドネシア鉄道会社）が1963年から製造された気動車である。

## 概要
当形式の愛称と投入されていた列車名は、「クダ・プティ、インドネシア語：Kuda Putih」（日本語で白い馬の意）と呼ばれ、ジョグジャカルタ駅からソロ・バラパン駅を結ぶ快速列車として運行された。後のプランバナン・エクスプレスの前身となる快速列車である。また、「トゥランガ・セタ」とも呼ばれ、インドネシア初の気動車列車であり、インドネシア国鉄のジョグジャカルタ地域営業部によって運行された。クダ・プティは、運転台の窓の上にある蝶形の標識カバーに描かれた2頭の馬の絵に由来する。
当形式はインドネシア国鉄によってMCDW300形と名付けられ、1963年にドイツの鉄道車両メーカーであるGlossing und Schöler GmbH社とFerrostaal社と共同で全7両を製造した。運行時には2両編成となり、全車両が先頭車となるため運転台が設置されている。全7両であったがほとんどの列車が2両編成で運行されたため、残り1両は予備車両として使用された。
当形式は、全長18,690mm、重量32トン、エンジン機関出力215馬力、最高速度は90kmである。車体はステンレス製であり、変速機には、Voith Diwabus U+S油圧トランスミッションとGM 8V71エンジンを採用している。車両形状がバスに似ているため、レールバスとも呼ばれた。
当形式の運行が頻繁に行われてた時、ジョグジャカルタ駅からソロ・バラパン駅を結ぶ路線で通勤客から好評であった。1970年代に保守部品の不足により多くの車両が頻繁に故障し始めた。しかし、乗客の増加による輸送力の強化や快速列車の運行の継続のために、ディーゼル機関車によって牽引されることもあった。1980年頃から運用から離脱し、MCW302形気動車に置き換えられた。引退後、1両のみがソロ・バラパン機関区に留置された。

## 保存
2011年11月30日、インドネシア鉄道会社の保存および歴史的建造物の中央部門は、ソロ・バラパン機関区に留置されていた1両を記念碑として使用するためにレンプヤンガン駅に移すことを決定した。 2011年12月8日に臨時列車が牽引して、ソロ・バラパン機関区からレンプヤンガン駅へ甲種回送が行われた。その後、図書館列車と共に記念碑として保存されている。

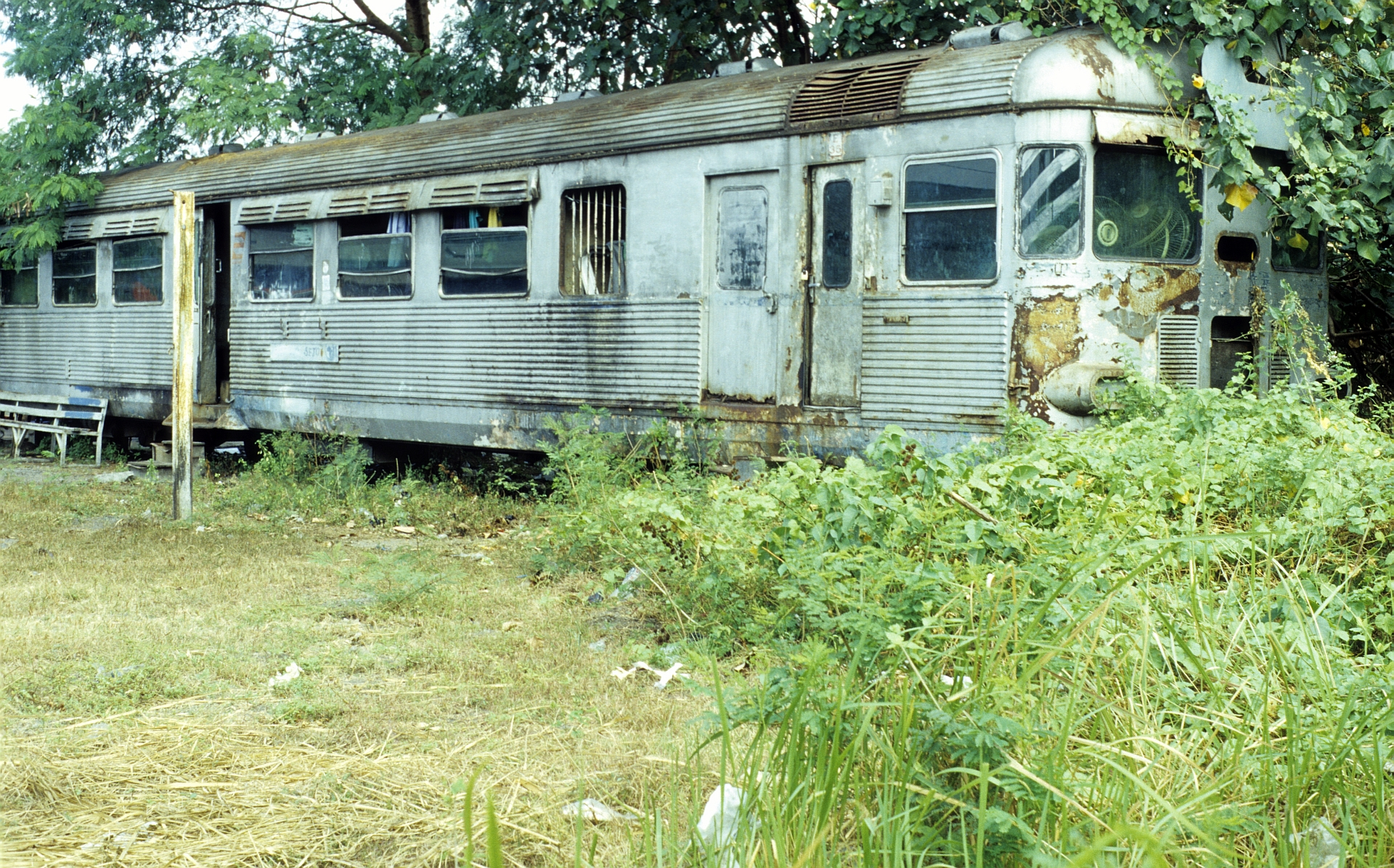
ソロ・バラパン機関区に留置されていたMCDW300形
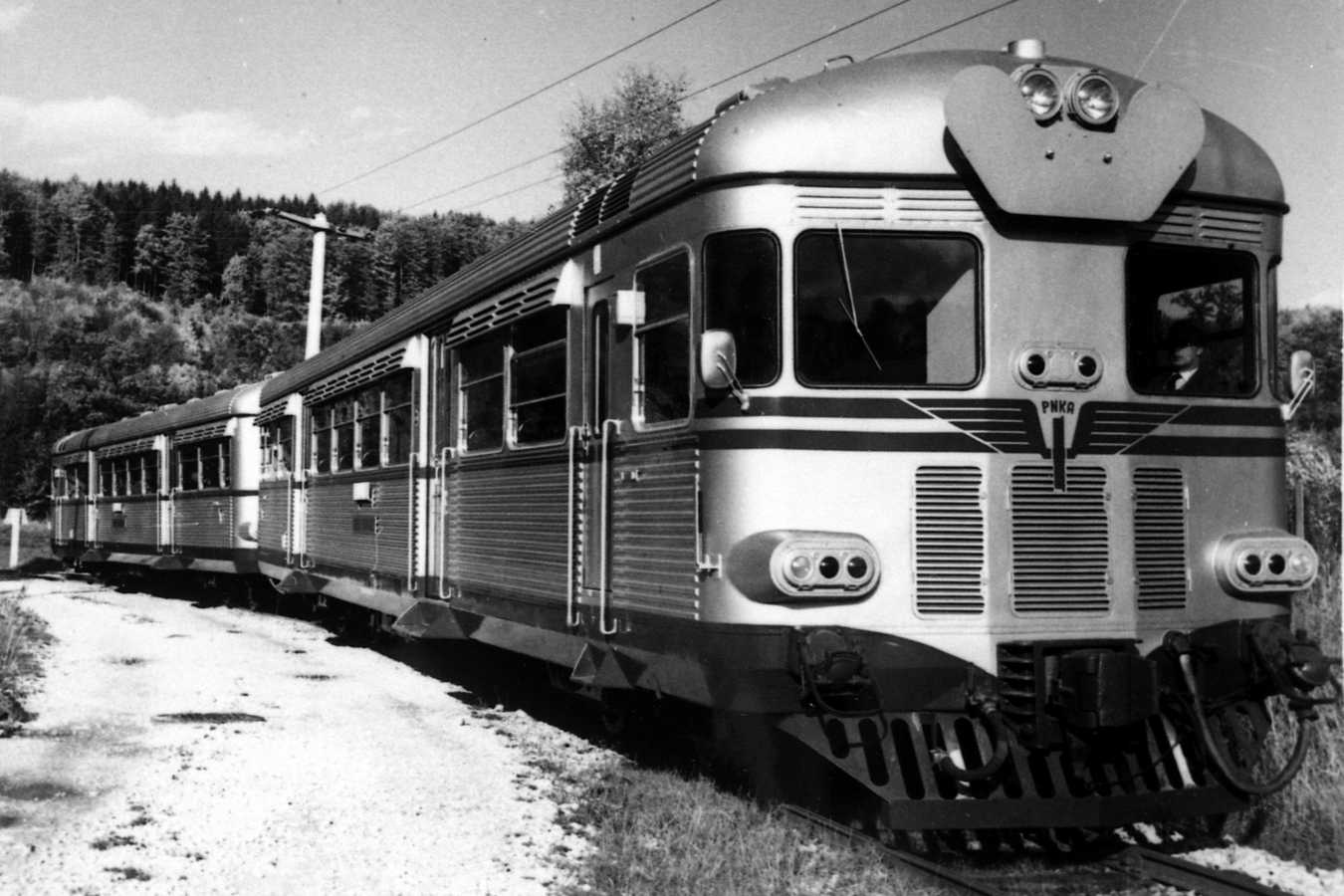
製造時の写真